# イル＝テュディ
イル＝テュディ （L'Île-Tudy、ブルトン語:Enez-Tudi）は、フランス、ブルターニュ地域圏、フィニステール県のコミューン。ポン＝ラベ川河口付近にある、同名の半島に位置する。カンペールから20km離れている。

## 島

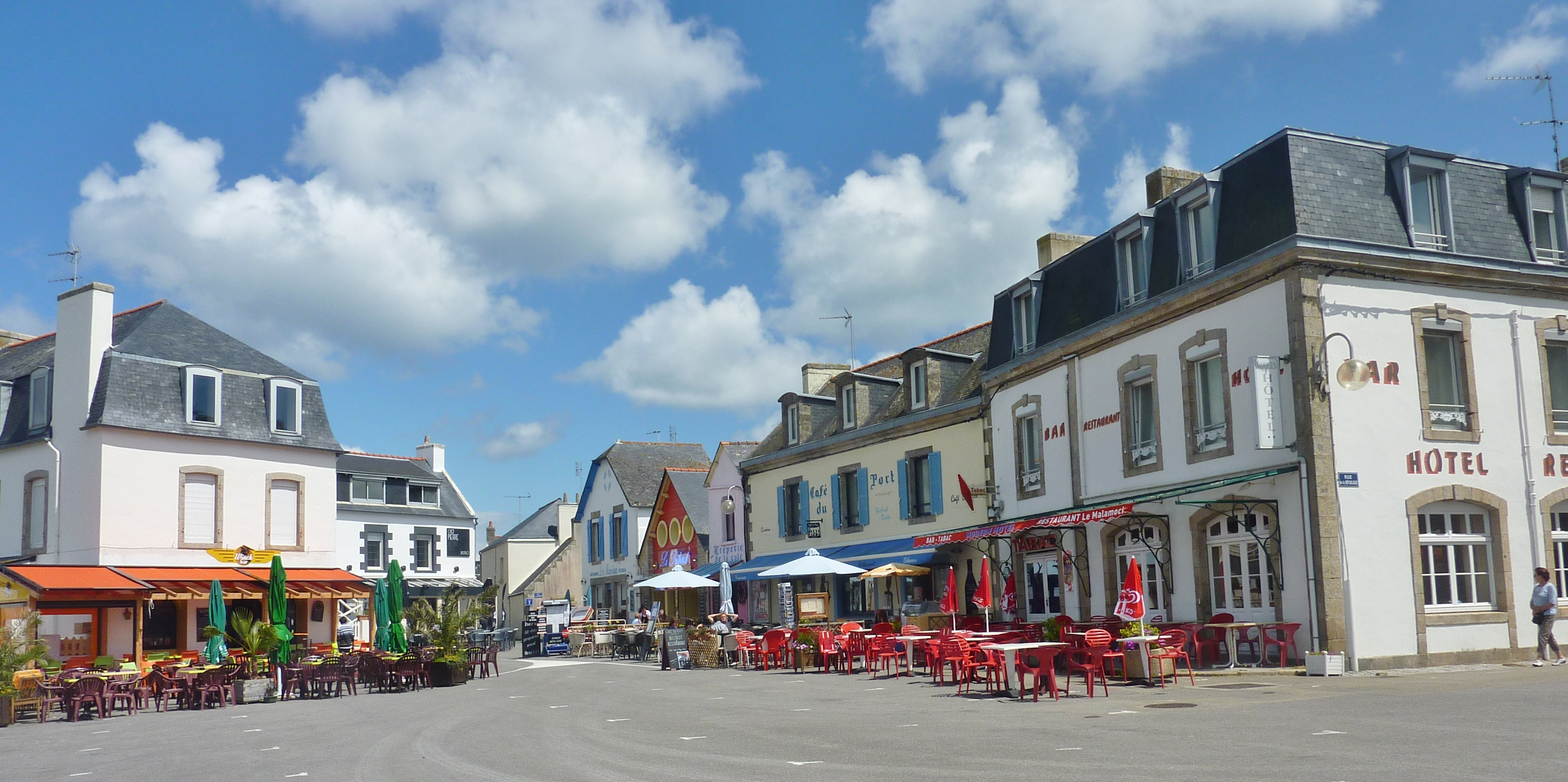
町の中心の広場

1850年代にケルモル防波堤が建設されるまで、イル＝テュディはテュディ島と呼ばれる島であった。高潮や嵐が来れば完全に本土から隔絶した状態であった。ポン＝ラベ川の海側を封じる目的でケルモル防波堤が建設されたが、むしろコンブリ沿岸からサント・マリーヌの岬（現在のコンブリ）に向かっての砂丘ができて成長しただけでなく、ここが現在の干拓地となった。干拓地は農業目的で利用されている。干拓地の一部が都市化されたが、コンブリの砂丘地帯はもろく、現在では繰り返し洪水の危険にさらされている。1899年2月にラ・ランテルヌ紙には『イル＝テュディでは、水が土地といくつかの住宅に浸水した』と記されている。
ビグダン地方の中にありながら、イル＝テュディはペン・サルダンと呼ばれるドゥアルヌネの飛び地であった。かつてはフィニステール有数の漁港であったが、現在は海のリゾート地となっている（夏になると冬の人口の10倍に膨れ上がる）。

## 歴史

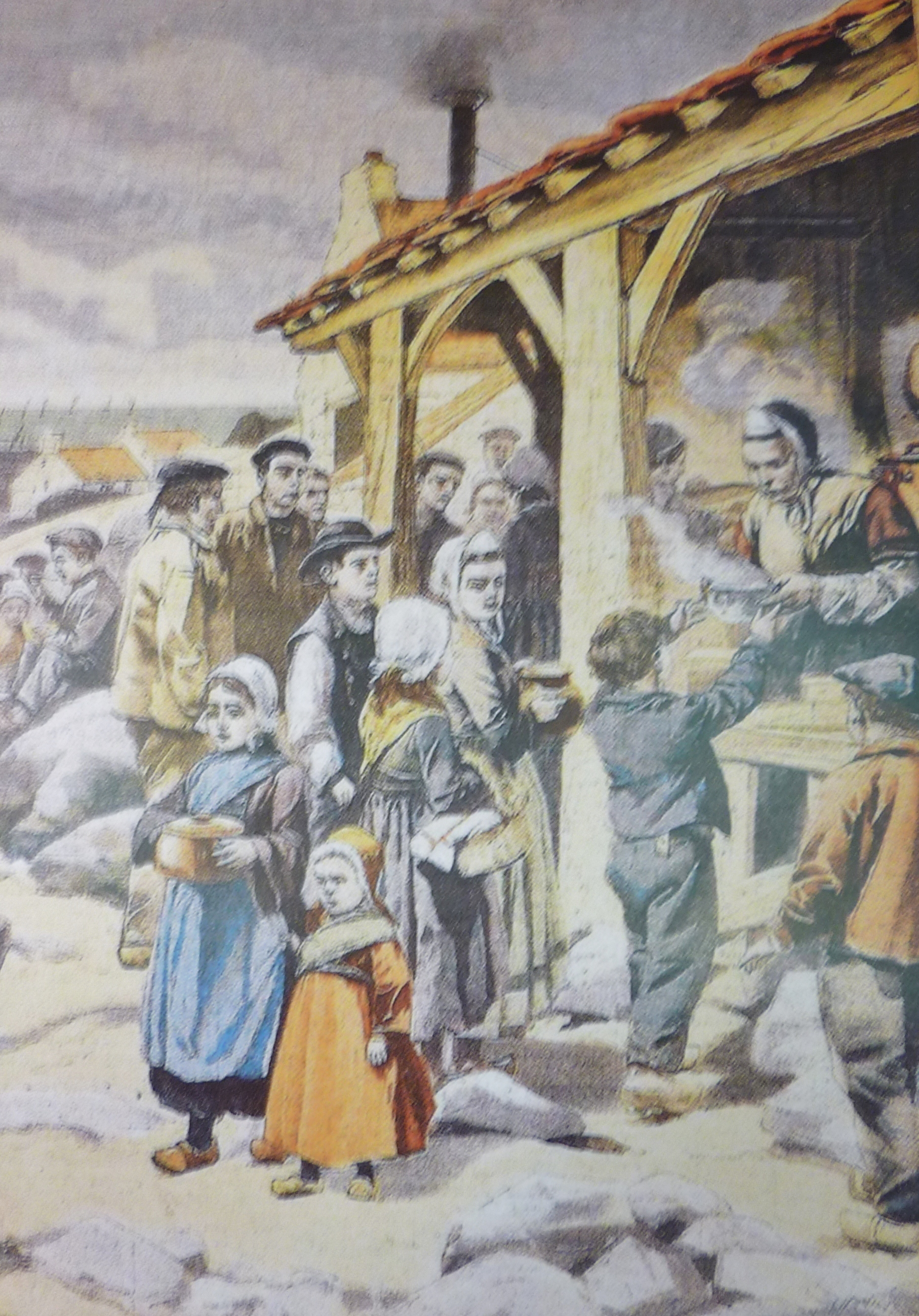
1903年の炊き出しの様子

1891年、イル＝テュディでチフスが流行し、当時1000人を数えたコミューン人口のうち16人が死亡した。
20世紀初頭のイワシ漁危機に関連して、生活状況が悪化した。イワシ漁危機はドゥアルヌネで最もひどかったと伝えられているが、むしろイル＝テュディなど近隣の漁港にも深刻な影響を与えた。1903年の新聞は、当時のイル＝テュディに炊き出しが行われていたと伝えている。特に幼い少女たち、時には少年や漁を営む成人男性もが、いくらかの金を稼ぐための最後の試みとしてレース製造業を行っていた。フィニステール県公文書室では1911年の学校の検査官報告書を保存しており、レース編みのため学校を欠席する女児が増加したことを記している。1933年に書かれたウエスト・エクレール紙の記事『ブルターニュ沿岸部での悲惨な漁師たち』（La grande misère des pêcheurs des côtes bretonnes）では、赤貧のあまりよそへ移住したり、フランス海軍に入らざるを得ないギルヴィネックやパンマールの漁師たちについて書いている。

## 人口統計
| 1962年 | 1968年 | 1975年 | 1982年 | 1990年 | 1999年 | 2006年 | 2010年 |
| ------ | ------ | ------ | ------ | ------ | ------ | ------ | ------ |
| 701    | 634    | 541    | 552    | 518    | 611    | 679    | 729    |

参照元:1999年までEHESS、2000年以降INSEE